# Willie Stargell
Wilver Dornell Stargell (ur. 6 marca 1940, zm. 9 kwietnia 2001) – amerykański baseballista, który występował na pozycji lewozapolowego i pierwszobazowego przez 21 sezonów w Pittsburgh Pirates.
Stargell po ukończeniu szkoły średniej w Alameda, w sierpniu 1958 podpisał kontrakt jako wolny agent z Pittsburgh Pirates i początkowo grał w klubach farmerskich tego zespołu, między innymi w Columbus Jets, reprezentującym poziom Triple-A. W Major League Baseball zadebiutował 16 września 1962 w meczu przeciwko San Francisco Giants jako pinch hitter. Dwa lata później po raz pierwszy w karierze wystąpił w Meczu Gwiazd. W 1971 zdobył najwięcej home runów w lidze (48) i zagrał we wszystkich meczach World Series, w których Pirates pokonali Baltimore Orioles 4–3.
W sezonie 1973 po raz drugi zwyciężył w klasyfikacji pod względem zdobytych home runów (44), zaliczył najwięcej double'ów (43) i RBI (119), a także miał najlepszy wskaźnik slugging percentage (1,038). W 1979 zagrał we wszystkich meczach World Series, w których Pirates ponownie pokonali Baltimore Orioles 4–3 i został wybrany najbardziej wartościowym zawodnikiem finałów. W tym samym roku otrzymał również wraz z Keithem Hernandezem z St. Louis Cardinals nagrodę MVP National League. Po raz ostatni zagrał w październiku 1982.
W późniejszym okresie był między innymi trenerem pałkarzy w Atlanta Braves. W 1988 został uhonorowany członkostwem w Baseball Hall of Fame. Zmarł 9 kwietnia 2001 w wieku 61 lat.
| Nagroda/wyróżnienie           | Lata                                     | Źródło      |
| MVP National League           | 1979                                     | [ 5 ]       |
| 7× All-Star                   | 1964, 1965, 1966, 1971, 1972, 1973, 1978 | [ 1 ]       |
| 2× zwycięzca w World Series   | 1971, 1979                               | [ 3 ] [ 4 ] |
| World Series MVP              | 1979                                     | [ 4 ]       |
| Babe Ruth Award               | 1979                                     | [ 9 ]       |
| NLCS MVP                      | 1979                                     | [ 10 ]      |
| Hutch Award                   | 1978                                     | [ 9 ]       |
| Lou Gehrig Memorial Award     | 1974                                     | [ 9 ]       |
| Roberto Clemente Award        | 1974                                     | [ 9 ]       |
| Baseball Hall of Fame         | od 1988                                  | [ 7 ]       |
| # 8 zastrzeżony przez Pirates | 1982                                     | [ 11 ]      |